# Sit ostrokwiatowy
Sit ostrokwiatowy (Juncus acutiflorus Ehrh. ex Hoffm.) – gatunek rośliny z rośliny sitowatych. Jako gatunek rodzimy występuje w Europie, północno-zachodniej Afryce i południowo-zachodniej Azji. W Polsce gatunek rzadko spotykany w zachodniej części kraju.

## Morfologia

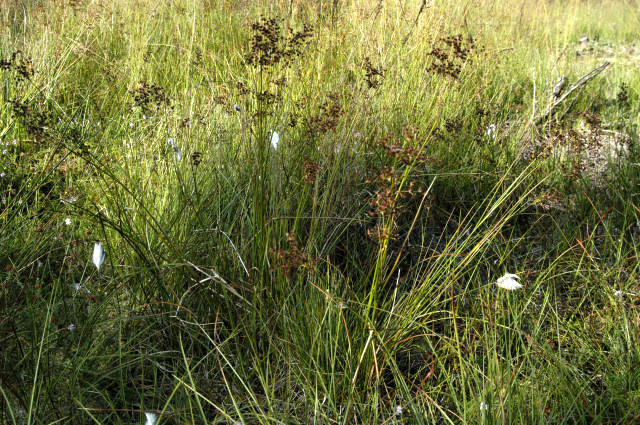
Pokrój

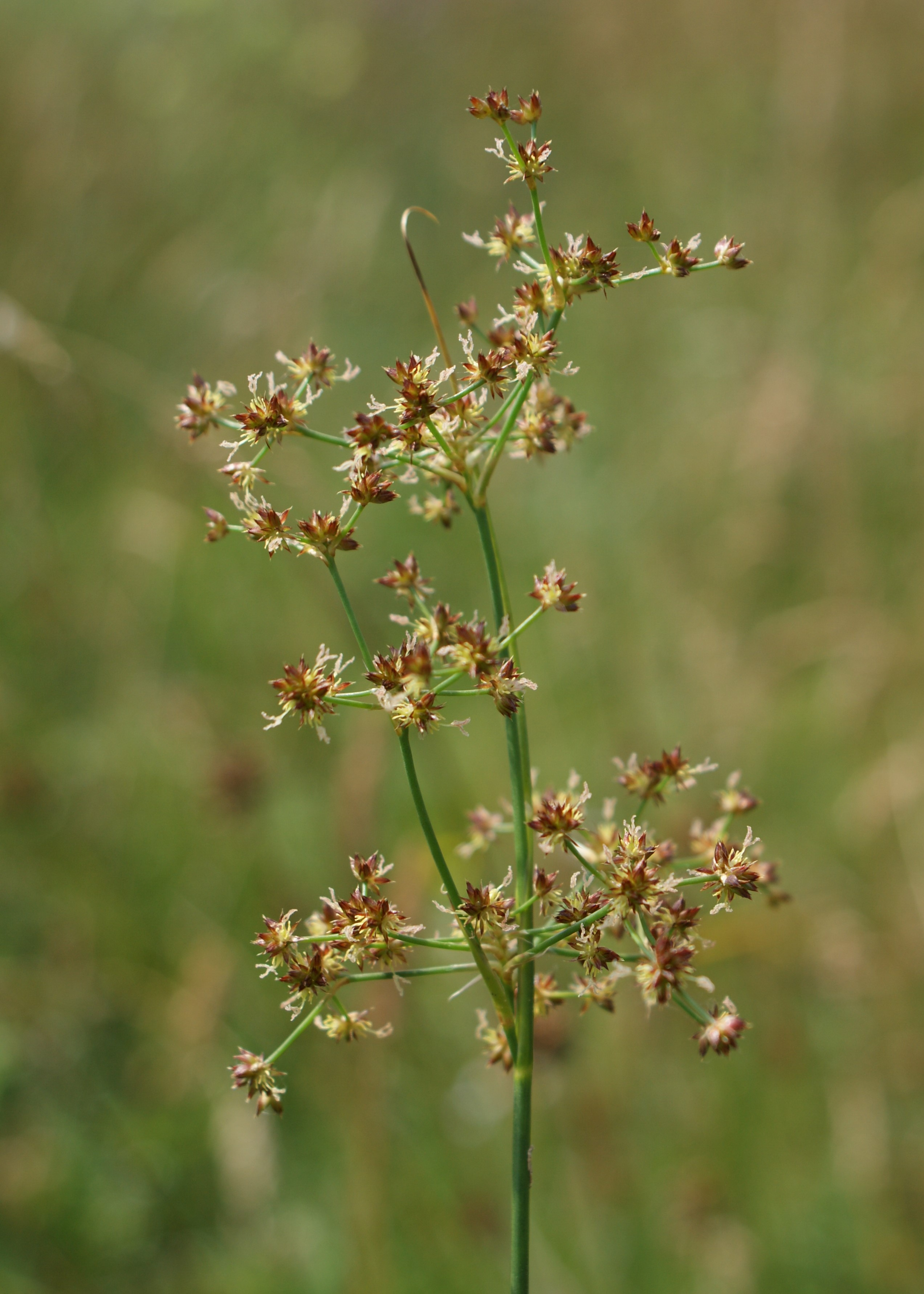
Kwiatostan

PędŁodygi długości 0,3–1 m wyrastają z czołgającego się kłącza. Łodygi ulistnione na całej długości, kolankowate.
LiścieSzydlaste, o blaszkach obłych, nieco spłaszczonych, zwykle sierpowato wygiętych i przegradzanych (przegrody dobrze widoczne w stanie suchym).
KwiatostanLuźna, wierzchotkowata rozrzutka, licznogłówkowa. W drobnych główkach skupionych jest po kilka-kilkanaście kwiatów. Podsadka krótka.
KwiatOkwiat brunatny, długości 3-3,5 mm. Listki okwiatu krótsze od torebki, ostre, nierówne – wewnętrzne dłuższe, ościste i odgięte. Kwitnie od czerwca do sierpnia.
OwocTorebka jajowata, błyszcząca, czerwonobrunatna, stopniowo się zwęża w długi dzióbek, dłuższa od listków okwiatu.
NasionaDrobne (do 0,5 mm długości), przejrzyście czerwonobrunatne.

## Biologia i ekologia
Gatunek występuje na torfowiskach niskich, na wilgotnych łąkach. Gatunek charakterystyczny łąk kaczeńcowych ze związku Calthion i zespołu Juncetum acutiflori.

## Zmienność
Gatunek zróżnicowany na dwa podgatunki:
- Juncus acutiflorus subsp. acutiflorus - występuje w całym zasięgu gatunku
- Juncus acutiflorus subsp. rugosus (Steud.) Cout. - rośnie w Portugalii i Hiszpanii

## Zagrożenia i ochrona
Roślina umieszczona na Czerwonej liście roślin i grzybów Polski (2006, 2016) w grupie gatunków narażonych na wyginięcie (kategoria zagrożenia VU).